# Karum

L'Anatolia centrale durante il periodo dei kāru

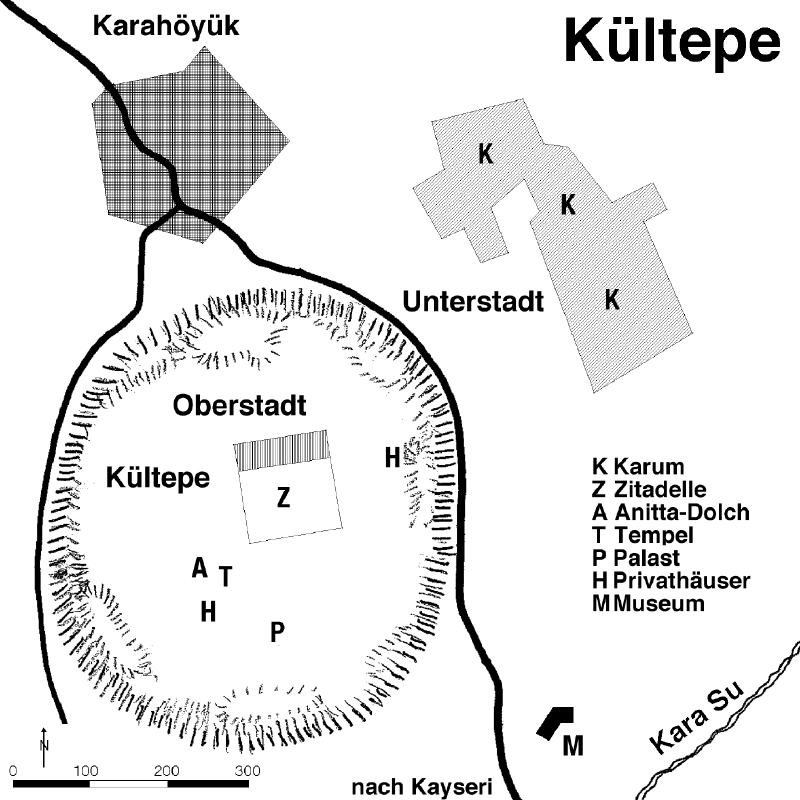
Pianta del sito archeologico di Kültepe, nell'odierna Turchia, che indica la posizione del karum di Kanesh in rapporto al centro indigeno

I kāru (singolare kārum) furono colonie mercantili paleo-assire in Anatolia, operanti tra il XX ed il XVIII secolo a.C. (media età del bronzo). Il più importante kārum era situato presso l'antica città di Kanesh (poi detta Neša o Nesha in età ittita).
Il termine kārum (traslitterato anche semplicemente karum) è accadico e deriva dal sumero kar, 'fortificazione (di un porto)' o 'frangiflutti'. Nel tempo, il termine karum assunse vari significati: 'molo', 'zona portuale', ma anche 'distretto commerciale' o 'colonia mercantile', non importa se prossimo alla costa fluviale o marittima.
L'apparizione dei karu assiri portò l'Anatolia nel cono di luce delle fonti scritte, circa mille anni dopo che la scrittura era stata per la prima volta utilizzata in Mesopotamia. La documentazione relativa (scritta in dialetto paleo-assiro) è spesso indicata con il nome di "tavolette di Cappadocia"; essa è ricchissima e consiste sostanzialmente di contratti e di lettere commerciali.
I karu paleo-assiri rappresentano l'unico esempio ampiamente documentato di commercio di lunga distanza del Vicino Oriente antico. Il commercio si fondava sullo scambio dell'oro e dell'argento anatolici contro lo stagno e le pezze di lana offerti dai mercanti assiri. Dalle tavolette cappadociche risulta che nell'arco di 50 anni gli Assiri abbiano esportato in Anatolia circa 80 tonnellate di stagno, che contribuirono alla produzione di circa 800 tonnellate di bronzo.
Il commercio paleo-assiro in Anatolia prosperò per circa un secolo. Nella seconda metà del XIX secolo a.C., l'Asia minore fu sconvolta da rivolgimenti politici e Kanesh (come anche il suo karum) finì distrutta in un incendio (tale evento traumatico segna la fine del livello II del karum di Kanesh: 1920-1850 ca.). Dopo uno iato di qualche decennio, seguì una ulteriore fase di commercio (che corrisponde al livello Ib del karum di Kanesh), contemporanea al "regno dell'Alta Mesopotamia" di Shamshi-Adad I (1813-1781 a.C.); anche questa seconda fase (a cui vanno attribuiti Pithana e Anitta, dinasti di Kushshara), dovette concludersi ancora una volta nel fuoco, intorno al 1740 a.C., ai tempi del re babilonese Samsu-iluna (figlio e successore di Hammurabi). Seguì poi un'età oscura, che precedette il sorgere nell'Anatolia centrale dell'Antico Regno ittita.
La relazione tra l'Anatolia dei karu e il posteriore mondo ittita è assai forte. Un esempio è relativo alla produzione ceramica. Lo stile detto "ittita", quando fu per la prima volta rintracciato in Anatolia, si sviluppò nel periodo delle colonie assire. L'arte figurativa di questo periodo fu il nucleo su cui si fondò la successiva arte ittita.

## I precedenti
Un possibile riferimento ad una rete commerciale centrata sull'alto Tigri è contenuto nel cosiddetto "trattato tra Ebla e Abarsal". In questo documento, ritrovato ad Ebla, vengono definite le rispettive aree di competenza di due Stati sovrani, Ebla ed "Abarsal" (centro mai localizzato che, si ipotizza, potrebbe essere stato Assur, in seguito capitale dell'Assiria), posti a capo di due distinte reti commerciali.
Un racconto tradizionale legato alla figura di Sargon di Akkad (2335-2279 a.C., secondo la cronologia media) e preservato nel testo Šar tamḫāri ('re della battaglia'; CTH 310,5), di epoca comunque più tarda, riporta che il re accadico condusse una spedizione contro Nur-Dagan, re di Purushanda. Secondo l'ittitologo australiano Trevor Robert Bryce, questa leggenda potrebbe avere un fondamento storico e testimonierebbe l'esistenza del regno anatolico di Purushanda già nell'antica età del bronzo. L'orientalista Mario Liverani, al contrario, vede in questo racconto una tradizione fondante del commercio paleo-assiro, senza reale base storica: il racconto sarebbe piuttosto centrato sullo stretto rapporto tra presagi e tradizione storica (rispetto al quale Sargon è il modello positivo e il nipote Naram-Sin è quello negativo, in quanto non obbedisce ai presagi) e sarebbe servito a conferire al commercio paleo-assiro un precedente d'eccezione. Sia come sia, nello Šar tamḫāri, i mercanti avvertivano Sargon delle difficoltà del tragitto tra Mesopotamia e Cappadocia, con l'attraversamento di "sette fiumi" e "sette montagne", oltre all'attraversamento dell'Eufrate, che era sempre stato motivo di vanto per i sovrani.
Una conferma della storicità di questi antichi rapporti tra Mesopotamia e Anatolia giunse con il ritrovamento a Kültepe di due copie (coeve all'originale) di un'iscrizione del re assiro Erishum I (1941-1902 a.C. ca.) con la registrazione di un programma edilizio per Assur.
Almeno fin dai tempi di Sargon, l'area anatolica era indicata come "Paese di Hatti" (o Khatti). In genere, gli studiosi ritengono che la popolazione predominante in Anatolia nel III millennio a.C. avesse carattere indigeno, pre-indoeuropeo: tale popolazione viene chiamata convenzionalmente Hatti (o Khatti) o "Pre-Ittiti".

## Il commercio paleo-assiro in Anatolia

Schema del commercio paleo-assiro in Anatolia

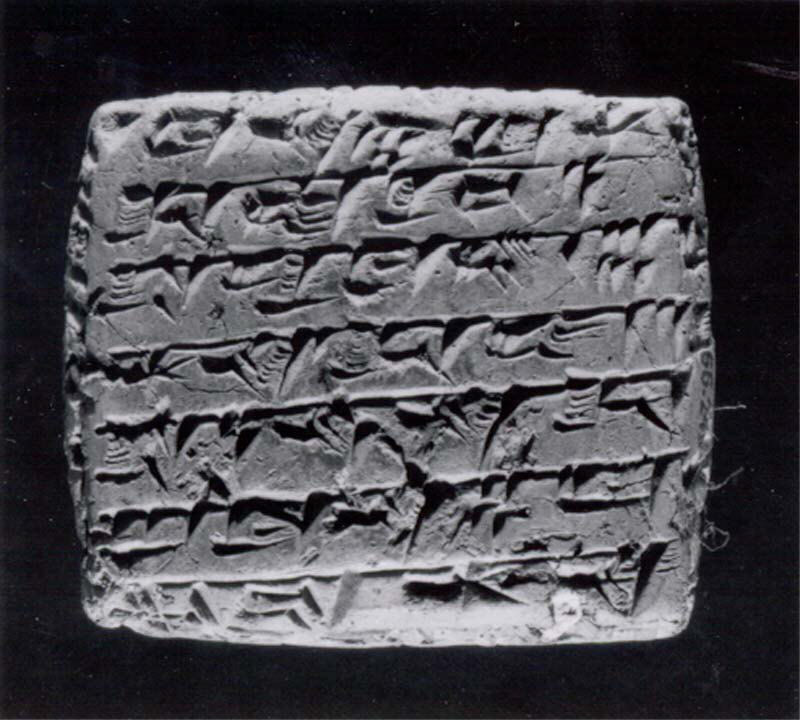
Nota di spesa di una spedizione su tavoletta cuneiforme (Metropolitan Museum of Art, New York)

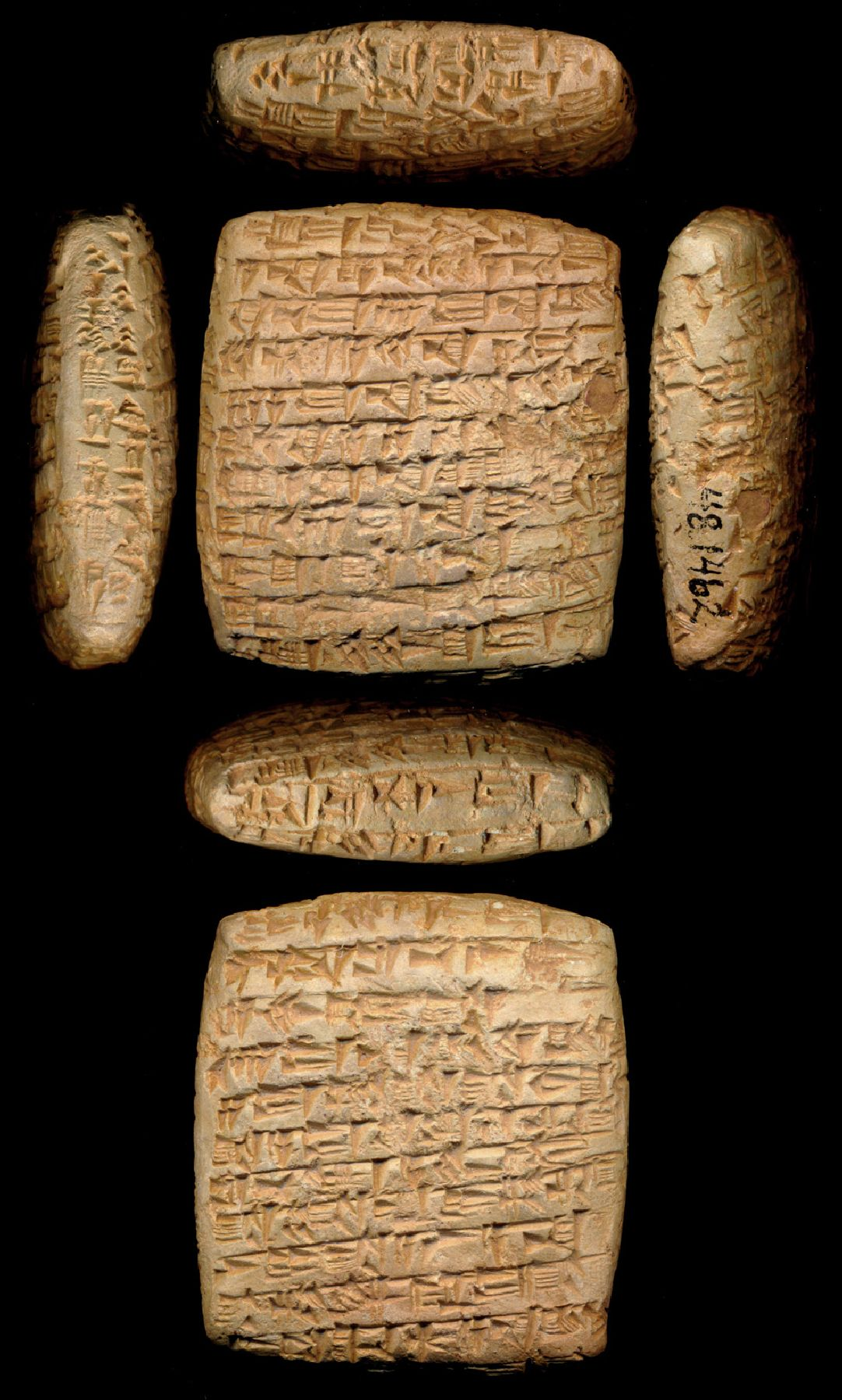
Lettera commerciale (fotografata su tutti i lati) dall'Assiria al karum di Kanesh, relativa al commercio di metalli preziosi (Walters Art Museum,Baltimora)

A partire dall'inizio del II millennio, mercanti assiri presero a organizzare carovane commerciali dirette in Anatolia. Tale commercio assunse una mole tale che gli Assiri iniziarono a risiedere stabilmente in Anatolia. Il commercio paleo-assiro si strutturò in vari karū nei pressi delle principali città anatoliche. Il termine karum ('porto' e poi 'stazione commerciale') indicava tanto l'insediamento posto accanto alla città indigena quanto l'organizzazione. Centro direzionale di ciascun karum era la bît kârim ('casa del porto'): essa fungeva da camera di commercio, forniva magazzini per i mercanti e servizi bancari. Alla bît kârim i mercanti pagavano pedaggi e tasse. Essa aveva però anche funzioni giudiziarie e offriva arbitrati tra i mercanti in lite.
Il commercio si fondava sull'appetito assiro verso l'argento e l'oro anatolici; in cambio, gli Assiri offrivano tessuti (pezze di lana di 4 m² ciascuna) e stagno dall'altopiano iranico (lo stagno era assente in Anatolia e necessario, insieme al rame, per produrre il bronzo). La parola usata dagli Assiri per indicare il metallo esportato era annukum: oggi si è quasi certi che si trattasse di stagno, ma prima si riteneva fosse piombo. È controversa l'origine delle pezze di lana: Liverani, ad esempio, sostiene che fossero per lo più di produzione assira e, in qualche caso, provenienti da Babilonia (e in quest'ultimo caso in genere di maggior pregio). Bryce invece sostiene che le proporzioni fossero inverse.
I proventi del commercio venivano di norma reinvestiti in altri tessuti e in altro stagno per alimentare il processo. L'obbiettivo assiro, dunque, non era quello di ottenere beni mancanti in patria, ma di fare profitto (e l'argento era, all'epoca, il bene tipico per la tesaurizzazione dei profitti, una sorta di predecessore della moneta). Quanto allo stagno, l'Assiria non lo estraeva né lo trattava, ma si limitava a fungere da intermediario per i mercati anatolici, ottenendolo attraverso Shusharra, l'Elam ed Eshnunna. Esso proveniva dall'altopiano iranico o forse da più lontano (l'Afghanistan o addirittura la Cina occidentale). Quanto ai tessuti, a parte quelli provenienti da Babilonia, erano prodotti per lo più dalle stesse famiglie dei mercanti in manifatture site ad Assur e dirette dalle mogli dei mercanti. Assur era, all'epoca, profondamente orientata al commercio anatolico e non particolarmente vocata all'agricoltura.
Le fonti del periodo attestano l'esistenza di ventuno insediamenti commerciali in Anatolia, di cui solo tre sono stati localizzati: uno chiamato Hattush (la futura Hattusha ittita), uno nell'odierna Alişar Hüyük (che si ipotizza essere l'antica Ankuwa) e Kanesh (da quest'ultimo centro deriva la maggior parte della documentazione). Della ventina di insediamenti, alcuni (circa la metà) erano karu, altri erano stazioni commerciali più piccole, dette wabaratum (wabartum al singolare). È possibile che i wabaratum fossero postazioni militari a difesa di carovane e merci. Gli insediamenti, comunque, cambiarono statuto in diverse occasioni (da karum a wabartum e viceversa).
I karu e i wabaratum erano concentrati soprattutto in tre aree:
1. alto e medio Eufrate, dal lato orientale o alto-mesopotamico (con Nikhriya, Badua, Zalpakh) come dal lato occidentale o anatolico (Urshum, Khakhkhum, Mama);
2. la piana di Konya (con Purushkhattum, Wakhshushana, Wakhshaniya, Shalatiwara);
3. l'ansa del fiume Halys (con Khattush, Karakhna, Turkhumit) e la sua valle, dall'alto corso (Shamukha) alla foce (Zalpuwa).

Il karum più noto è quello di Kanesh (o Kanish e poi Neša in età ittita): Kanesh, la città indigena, aveva un suo palazzo signorile ed era dotata di mura; al di fuori delle mura era posto il karum, una sorta di quartiere satellite. Come istituzione, il karum aveva un proprio statuto, un'assemblea generale ed un consiglio, presieduto da un plenipotenziario inviato da Assur. Il ruolo dei karu era riconosciuto tanto dai centri anatolici quanto dalla città di Assur (più che dallo stesso re assiro). I due poli del commercio erano essenzialmente i mercanti assiri (tamkārum, dal sumero dam‐gàr) di Kanesh e i loro rappresentanti ad Assur. In ogni caso, disponiamo di fonti esclusivamente private (manca cioè una documentazione palatina assira). Altri soggetti legati a questo commercio erano i mercanti che operavano tra il karum di Kanesh e gli altri karu, i produttori di beni di scambio ad Assur, gli intermediari e i trasportatori che lavoravano per conto dei mercanti assiri lungo la direttrice principale.
Le città-stato anatoliche erano certamente più numerose delle colonie assire: mentre di queste ultime abbiamo un elenco che si suppone completo, nelle fonti le prime risultano in numero di almeno trenta (e probabilmente di più). Si trattava di centri indipendenti, ciascuno retto da un ruba'um ('signore' con un'autorità politica che le fonti assire indicano come "il palazzo") o šarrum (che nelle fonti assire indica un'autorità superiore). In qualche caso, si trova la figura del ruba'um rabi'um ('re dei re' o 'gran re').

### Itinerari, merci, tassazione
Gli animali utilizzati per i convogli erano gli asini. È possibile che diverse spedizioni si riunissero informalmente in carovane "collettive", ma di questo non c'è traccia nelle fonti. I viaggi erano probabilmente annuali: non era possibile attraversare la catena del Tauro per quattro mesi in inverno e, nei mesi favorevoli, c'era appena il tempo di partire da Assur, giungere a Kanesh e rientrare in patria. Alcuni passaggi erano obbligati, in specie nelle zone montagnose, mentre in altre aree vi erano diverse opzioni. L'itinerario era diviso in tre porzioni: un primo tratto di 250 chilometri risaliva il Tigri da Assur ad Apum (nell'alto Khabur); un secondo tratto, di circa 250-300 km andava da Apum ad Abrum, passando l'Eufrate; il terzo tratto, di più di 300 km, da Abrum a Kanesh, era il più difficile e comprendeva i passi montani. Il percorso prevedeva l'attraversamento del Tigri e del Khabur, giungendo all'Anatolia centrale attraverso le odierne province turche di Diyarbakır, Malatya e Urfa-Maraş. Dalla documentazione relativa ai commerci paleo-babilonesi, più o meno dello stesso periodo, sappiamo che le carovane percorrevano circa 25 chilometri al giorno e che in alcuni centri sostavano anche un giorno intero. L'itinerario da Assur a Kanesh era dunque di circa 50 giorni. 
Alla fine del viaggio, gli asini venivano venduti a 20 sicli ciascuno. Durante il viaggio, ciascun asino era caricato con tre pacchi (due posti ai lati della sella e uno più minuto sopra la sella). Gli asini caricati a stagno portavano 65 mine per lato e sulla sella altro stagno o tessuti (4-6 pezze). Gli asini caricati a tessuti portavano circa 12 pezze per lato, più altro materiale sulla sella, tra cui anche pacchetti più piccoli, con eventuale merce pregiata. Il carico ai lati della sella non veniva aperto durante il viaggio, mentre il carico posto sopra la sella conteneva beni "accessibili": stagno per pagare le imposte, cibo per i trasportatori e per gli asini, oggetti personali.
I pacchetti contenenti la merce erano sigillati in modo da individuare il proprietario. Liverani riporta che ogni asino portasse tra le 180 e le 190 mine (quindi circa 90 chilogrammi). Bryce dà valori inferiori: 130 mine di stagno o 60 mine delle più ingombranti pezze di lana (circa 25 pezze per asino). Sappiamo che i mercanti disponevano che il profitto da reinvestire fosse in genere equamente distribuito tra tessuti e stagno. I tessuti ingombravano di più e valevano di meno, per cui è possibile calcolare che ciascuna spedizione avesse un numero di asini caricati con tessuti triplo rispetto al numero di asini caricati con stagno. In Assiria i mercanti, con un siclo d'argento, compravano tra i 13 e i 16 sicli di stagno. Gli anatolici, con la stessa cifra, acquistavano tra i 6 e gli 8 sicli di stagno. Il ricavo per i mercanti ammontava a circa il 100% del valore delle merci. Discorso analogo per i tessuti: una pezza costava tra i 3 e i 7 sicli d'argento in Assiria ed era rivenduta all'arrivo a circa 10-14 sicli. Stoffe di alta qualità potevano costare 8-17 sicli in Assiria e 15-30 sicli in Anatolia. In queste differenze di prezzo si fondava la convenienza economica del commercio paleo-assiro in Anatolia. Per le stoffe era talvolta possibile un ricavo del 200%. Tra le spese, quelle del trasporto (asini, imballaggi) erano assorbite dalla rivendita all'arrivo. Si stima che il cibo per asini e trasportatori incidesse per un 2,5%. Nel complesso, il prelievo fiscale sul ricavo delle vendite doveva ammontare a circa il 40%, con un guadagno finale intorno al 60%. Va sottolineato che non tutti i ricavi confluivano in Assiria: molti commercianti, infatti, trascorrevano gran parte della loro vita in Anatolia e conducevano i propri affari (inclusi quelli personali) attraverso missive.
Quanto alle tasse, il loro importo era imprevedibile. I trasportatori erano dotati di quantità variabili di stagno per farvi fronte. La tassa principale era detta nisḫatum (5% del valore dei tessuti; 3% del valore dello stagno) ed era pagata, all'arrivo, al re di Kanesh. C'era poi la dātum, una tassa di viaggio proporzionale alla misura del tragitto (per il tragitto completo da Assur a Kanesh ammontava al 10% del valore delle merci); c'era infine la šadduatum, da pagare al karum al rientro. I mercanti cercavano talvolta di evadere il fisco. Se anche non vi riuscivano, i profitti rimanevano elevati. A questi importi, andavano comunque aggiunti ulteriori esborsi per i diritti di passaggio attraverso i centri maggiori (non solo in Anatolia, ma anche in Mesopotamia ed in Siria). Le operazioni di contrabbando erano comunque tese a ingannare più le autorità dei karu che non quella dei re anatolici ed erano combattute, del resto, più dai primi che dai secondi.
Sono pervenuti, pur se in forma frammentaria, quattro trattati relativi ad altrettanti accordi commerciali. Assur chiedeva alle controparti anatoliche di non intrattenere rapporti commerciali con i Babilonesi, di trattare in modo equanime i propri mercanti, qualora fossero incorsi in guai con la giustizia locale, e di tutelare le loro proprietà. Sappiamo poi che il re Ilushuma accordò ai mercanti babilonesi che dal Golfo Persico giungevano ad Assur una completa esenzione fiscale, forse per assicurarsi il monopolio commerciale dei traffici verso l'Anatolia.

### Kanesh e il suokarum

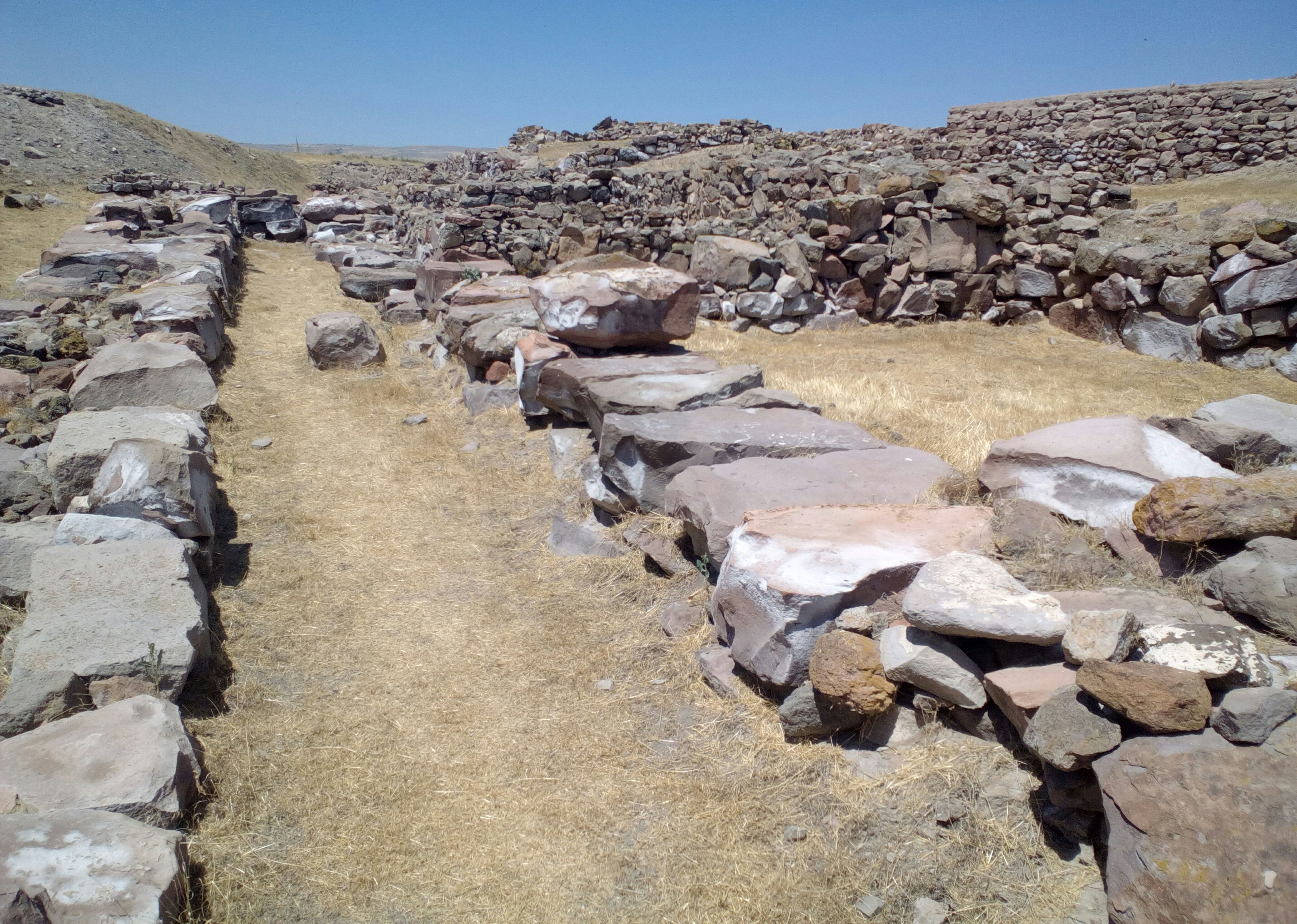
Resti di Kanesh sul sito archeologico di Kültepe (odierna Turchia)

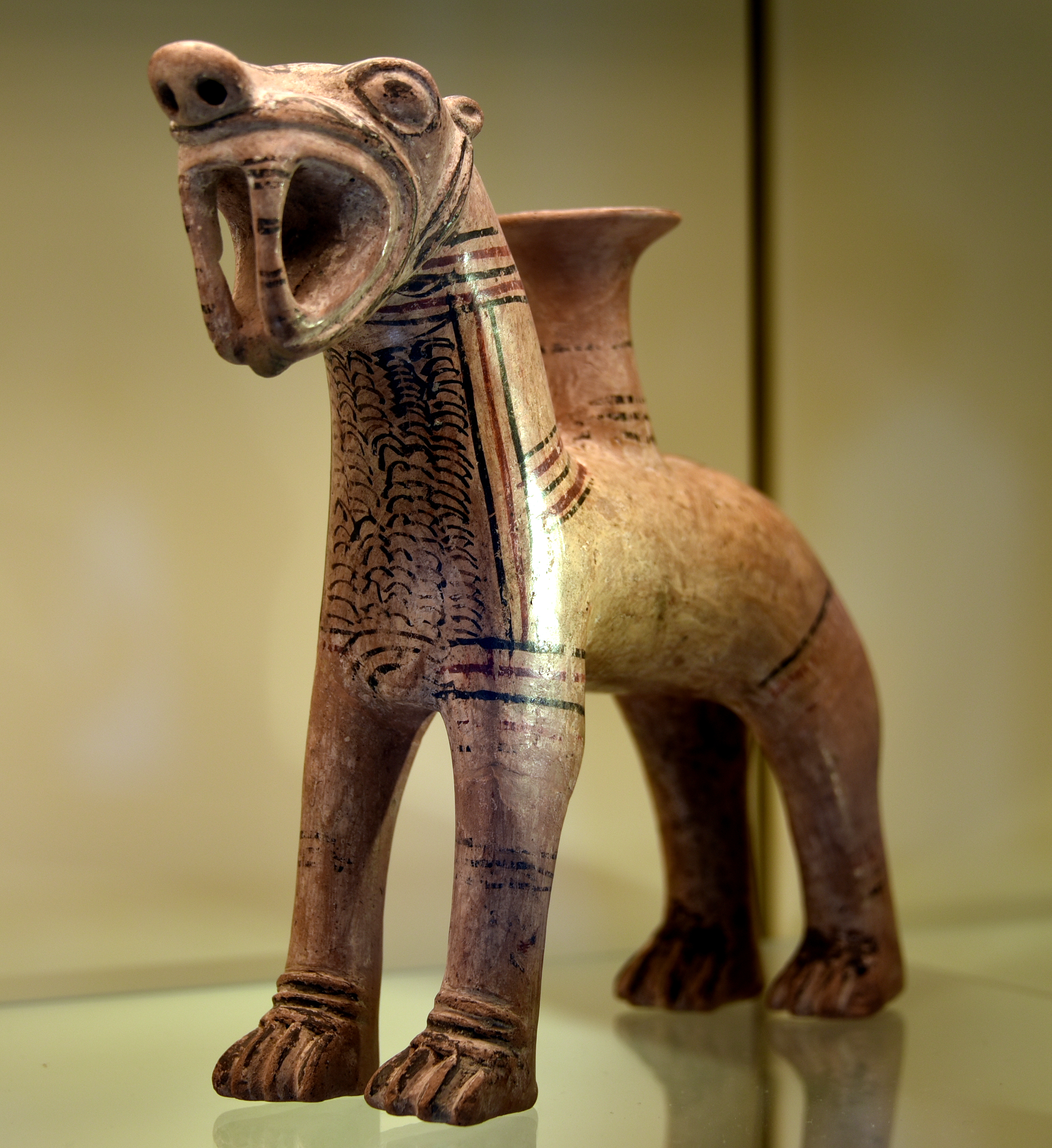
Rhyton zoomorfo (XIX secolo a.C. ca.) da Kültepe (Pergamon Museum, Berlino)

Il centro dell'attività commerciale assira in Anatolia era il karum di Kanesh, i cui resti si trovano oggi 21 km a nord-est di Kayseri (l'antica Cesarea, capitale di Cappadocia), nei pressi della località di Kültepe (Provincia di Kayseri, Turchia). Tavolette cuneiformi, apparse sul mercato nel 1871, furono attribuite a Kültepe, poi scavata dal francese Chantre (1893-1894) e dal tedesco Winckler (1906). Il sito archeologico, scavato a partire dal 1948 sotto la direzione dell'archeologo turco Tahsin Özgüç, è diviso in due parti, una relativa alla città indigena (Kültepe Höyük), una montagnola di 20 metri di altezza e di 500 metri di diametro, dominata dal palazzo del signore locale, e una relativa al karum assiro (Kültepe Kārum o Kārum Kaneš), posta a nord-est e a sud-est del centro indigeno.
La stratigrafia del centro indigeno mostra 18 livelli di occupazione: i livelli 18-14 rimontano al Bronzo antico I-II, mentre i livelli 13-11 sono del Bronzo antico III.
Il karum mostra invece quattro livelli principali di occupazione: i più antichi (IV e III) appartengono all'antica età del bronzo. Il livello III fu distrutto dal fuoco nella fase III dell'Antico Bronzo. I livelli seguenti (II e Ib) sono quelli del karum assiro, databili con una certa sicurezza in base alla cronologia assira. Molti documenti provenienti da Kültepe, Alişar e Hattusha indicano, infatti, come formula di datazione, il nome del līmum, un funzionario eponimo che veniva nominato ogni anno ad Assur.
Il livello II durò 70-80 anni, dalla fase finale del regno di Erishum I fino alla fine del regno di Puzur-Ashur II, quindi dall'ultimo quarto del XX secolo a.C. (forse nel 1920 a.C.) fino alla metà del XIX (1850 o 1830). Anche il livello II finì distrutto dal fuoco e rimase disabitato per circa 30 anni. La fase Ib è relativa ad un nuovo insediamento, che rappresenta l'ultima fase della colonia mercantile assira. Non è chiaro se il centro indigeno subì la stessa distruzione del karum, ma sembra di no, dato che alcune tavolette ritrovate nel palazzo signorile di Kanesh sembrano appartenere al periodo intermedio tra i livelli II e Ib del karum. Il livello Ib è relativo ad un periodo fiorente del karum, ma finì anch'esso distrutto dal fuoco; durò dalla fine del XIX secolo alla prima metà del XVIII (intorno al 1740 a.C., in corrispondenza con il livello 7 del centro indigeno). Da questo livello Ib sono state estratte circa 250 tavolette, mentre i ritrovamenti dal livello II sono assai più ricchi (più di 22000, circa il 90% del totale).
I livelli 5-4 del sito di Kültepe sono relativi ad una città del regno neo-ittita di Tabal.

## Sviluppi politici nell'Anatolia deikaru
I decenni corrispondenti al livello II sembrano caratterizzati da una certa stabilità politica. Lo iato tra i livelli II e Ib è attribuito da Liverani a problemi in Assiria e il reinsediamento a nuovi impulsi da Assur. Bryce sottolinea invece le difficoltà incontrate dai mercanti assiri di fronte all'instabilità politica che lo stesso commercio finì per produrre, stimolando gli appetiti economici dei diversi re anatolici, sempre più consci dell'importanza di controllare il territorio e conquistarsi così il diritto di esigere tasse sulle transazioni e sui viaggi commerciali. Il commercio legato ai karu, insomma, promosse, secondo lo studioso australiano, una sorta di "coscienza territoriale" e quindi una maggiore attenzione alla definizione dei confini. Il commercio paleo-assiro aveva del resto determinato una maggiore comunicazione tra i re anatolici, che dovettero certamente coordinarsi per mantenere fluido il sistema, a partire dalla manutenzione delle strade. Questa maggiore interrelazione tra i soggetti politici anatolici, però, deve avere anche posto in essere dissidi intorno alla definizione dei confini, spingendo i diversi re ad espandere i propri confini e i vassalli a liberarsi del controllo dei propri signori.
La montante conflittualità in Anatolia culminò con la distruzione di Kanesh alla metà del XIX secolo. Stando al cosiddetto Proclama di Anitta, Kanesh sarebbe stata saccheggiata da Uhna, re di Zalpa, forse con l'aiuto del re di Hatti. Non sono note le ragioni di questo attacco, ma è possibile ipotizzare che Kanesh avesse approfittato a tal punto della propria posizione privilegiata nel contesto del commercio assiro da determinare la reazione di altri regni anatolici. Sia come sia, gli Assiri interruppero le loro attività e Kanesh rimase disabitata per alcuni decenni, fino al reinsediamento che corrisponde al livello Ib.
In quegli anni, però, un altro regno aveva assunto preminenza nell'area, il regno di Mama (Ma'ama), con cui Kanesh, di recente rifondata (livello Ib), entrò in conflitto. Re di Mama era a quei tempi Anum-hirbi (un nome hurrita), mentre a Kanesh regnava Inar (e ai tempi di quest'ultimo, probabilmente, Kanesh era rifiorita). Quest'ultimo aveva inizialmente invaso il territorio di Mama. Successivamente, i due re erano giunti ad un accordo e avevano siglato un trattato di pace. Ai tempi del figlio e successore di Inar, Warshama, le ostilità ripresero, questa volta per le iniziative di un "uomo di Maisana", vassallo di Warshama. Anum-hirbi scrisse quindi una lettera a Warshama, invitandolo a tenere a bada il proprio vassallo. Questi rispose dicendosi d'accordo, ma incorse negli stessi problemi con un "uomo di Sibuha", vassallo di Anum-hirbi. I due re, comunque, si sforzarono di restaurare la pace. Il ruolo di Anum-hirbi dovette essere stato significativo o almeno tale egli lo intese, se fece in modo di scolpire una stele, posta sul Monte Amano, che sarà poi ritrovata mille anni dopo dal re Salmanassar III, il quale, decifrato il nome del predecessore, farà scolpire un'altra stele accanto.

### La dinastia di Pithana e Anitta

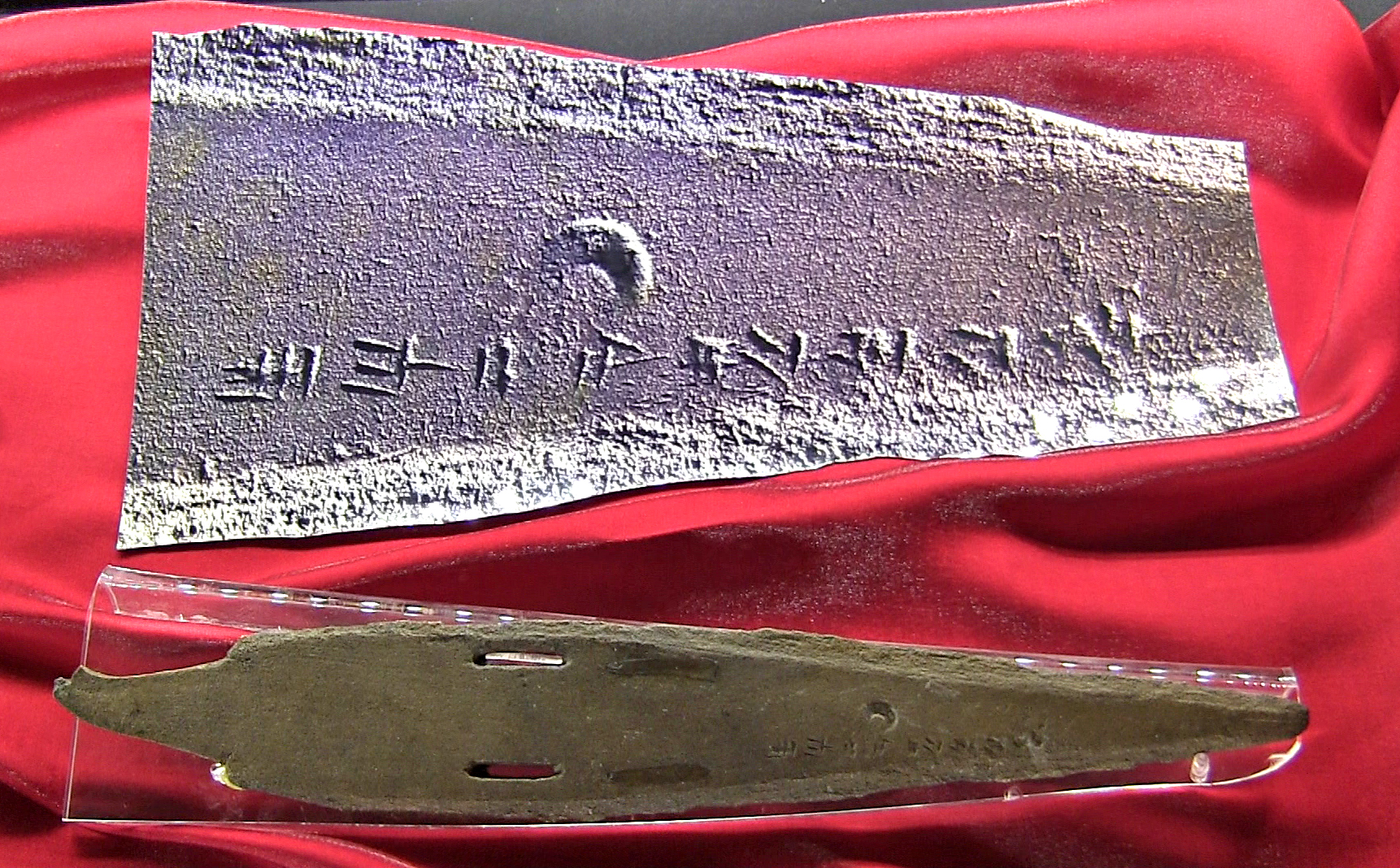
Il pugnale di Anitta, scoperto nel 1954 a Kültepe (Kanesh)

Il periodo del livello archeologico Ib di Kanesh deve essere stato politicamente molto turbolento. I conflitti cui la lettera di Anum-hirbi allude devono avere prodotto una notevole frammentazione della scena politica anatolica. Una fonte testuale sembra riferirsi a problemi simili a quelli di Kanesh per Hattusha, con una rivolta di vassalli. È comunque a questo punto che una svolta si produsse in Anatolia. Protagonista di questa svolta fu Pithana, re di Kushshara. Una iscrizione attribuita al figlio Anitta e detta Proclama di Anitta, di cui si conservano frammenti derivanti da tre copie posteriori, recita così:
(Proclama di Anitta, 5-9; traduzione italiana di Giuseppe Del Monte)
Il testo del Proclama è noto solo attraverso iscrizioni tarde (la più antica dovendo risalire al periodo del regno antico, quindi circa 150 anni dopo i tempi dei signori di Kushshara), ma i nomi di Pithana e Anitta figurano anche in numerosi altri testi piuttosto antichi e i due vanno quasi sicuramente assegnati al periodo del livello Ib di Kanesh. Kushshara non è mai stata rintracciata archeologicamente; probabilmente si trovava a sud-est del fiume Halys, nella zone dell'Antitauro, nei pressi dell'itinerario commerciale che univa Assur all'Anatolia e forse nei pressi dell'odierno villaggio turco di Şar (Comana Cappadociae).
Il testo del Proclama va usato con cautela, anche per le accuse di falso imputategli già dagli stessi re ittiti e che però oggi non risultano tanto credibili. La storicità di Anitta è invece certa, dato che appare nei testi assiri dell'epoca (strato Ib di Kanesh).
Kanesh divenne la capitale del regno di Pithana e poi della dinastia di Kushshara. Nel 1954, sul sito di Kültepe (Kanesh), in quello che sembrava un palazzo signorile, fu scoperto un pugnale con su iscritto É GAL A-ni-ta ru-bā-im ('(proprietà del) palazzo di Anitta, il re'), il che ha fatto pensare che quello fosse il palazzo del re Anitta o, almeno, una sua residenza regionale.
La conquista di Kanesh rispondeva a due possibili obbiettivi di Pithana: avere come base operativa un'area da cui poter colpire tanto i regni all'interno dell'ansa dello Halys quanto quelli posti a sud del fiume, nell'area che sarà poi conosciuta come Paese Inferiore; il secondo obbiettivo sarà stato quello di controllare il fulcro del commercio paleo-assiro; essere a capo della giurisdizione di Kanesh significava controllare lo stagno e quindi la produzione degli armamenti in bronzo.
Le campagne di Pithana furono proseguite dal figlio Anitta, a quanto pare con anche maggior successo. Quando si formò un'alleanza militare, capeggiata da Huzziya, re di Zalpa, e da Piyusti, re di Hattusha, tesa a contenerlo, Anitta fu in grado di sconfiggere il primo, conducendolo in ceppi a Kanesh, e di assediare Hattusha, prendendone gli abitanti per fame e poi distruggendola. Nel suo Proclama, Anitta dichiara:
(Proclama di Anitta, 47-51; traduzione italiana di Giuseppe Del Monte)
Le campagne militari di Pithana e Anitta rivoluzionarono il panorama politico in Anatolia. Il loro operato determinò l'unificazione di un'area assai significativa, dal Ponto a tutta la regione a sud dell'ansa dello Halys, fino a Purushanda. Kanesh può quindi essere considerata la prima capitale anatolica. Il regno dei dinasti di Kushshara ebbe comunque breve vita. Dopo appena una generazione dalle imprese di Anitta, le colonie assire erano ormai sparite. L'estinguersi del commercio assiro in Anatolia può forse misurarsi con l'esiguo numero di tavolette ritrovate nel livello Ib di Kanesh. Proprio lo sforzo unificatore dei dinasti di Kushshara deve aver determinato la crisi dell'itinerario Assur-Kanesh. Conclude Bryce: "Paradossalmente, le conquiste di Pithana e Anitta, che per un breve periodo di tempo avevano imposto una fragile unità alla regione nell'ansa dello Halys e a sud di esso, condussero infine alla disintegrazione dei regni anatolici e alla fine delle imprese mercantili assire che tanto avevano contribuito alla prosperità della regione".

### L'età oscura tra ikarue gli Ittiti
Nei decenni successivi al regno di Anitta, con la sparizione dei karu assiri, sull'Anatolia piomba un silenzio documentale pressoché impenetrabile. Non è chiaro chi abbia posto fine alla Kanesh di Anitta (il livello Ib, come detto, è distrutto dalle fiamme), se i Kaška (che saranno poi uno dei più fieri oppositori degli Ittiti), per la prima volta attivi nella regione, o se gruppi hurriti. Quando la luce delle fonti riappare in Anatolia siamo nel Tardo Bronzo, in un periodo in cui la parte centrale della penisola è già dominata dagli Ittiti. Il primo re ittita sicuramente attestato è Hattushili I: è sotto di lui che le prime fonti ittite appaiono, ma ci è anche noto che la dinastia di cui faceva parte era sorta almeno due generazioni prima di lui, dato che lui stesso fa riferimento ad una rivolta contro il nonno (la notizia più antica che abbiamo dell'Antico Regno ittita).